# Stemma della Libia
Dopo la guerra civile libica, combattuta tra febbraio e ottobre 2011, e il rovesciamento del regime di Gheddafi, un nuovo stemma della Libia non è ancora stato ufficialmente adottato.

## Stemmi storici

Sultanato mamelucco (1260-1517)
Tripoli sotto il dominio spagnolo (1510-1516)
Tripoli sotto il dominio spagnolo (1516-1530)
Tripoli sotto il Regno dei Cavalieri Ospitalieri (1530-1551)
Impero Ottomano (1882-1911)
Eyalet d'Egitto (1854-1867)
Tripolitania ottomana (1846-1882)
Chedivato d'Egitto (1867-1914)
Impero Ottomano (1864-1911)
Algeria francese (1900-1919)
Regno d'Italia (1911-1929)
Tripolitania Italiana (1911-1934)
Cirenaica italiana (1911-1934)
Sultanato d'Egitto (1914-1922)
Regno d'Italia (1929-1943)
Stemma concesso alla Libia italiana nel 1940
Francia libera (1943-1944)
Stemma del Regno di Libia (1952-1969)
Stemma della Repubblica araba di Libia (1969-1972)
Stemma della Federazione delle Repubbliche Arabe (1972-1977)
Stemma della Gran Giamahiria Araba Libica Popolare Socialista (1977-2011)
Stemma del Consiglio Nazionale di Transizione (marzo-aprile 2011)
Secondo stemma del Consiglio Nazionale di Transizione (aprile 2011-agosto 2012)